# 東澳溪
東澳溪，又名東澳北溪，為一位於台灣東部之縣市管河川，幹流長度8.00公里，流域面積20.60平方公里，分佈於宜蘭縣蘇澳鎮、南澳鄉。主流發源於南澳鄉東岳村大白山東南麓，先向東南流，後轉東流至東澳北側再轉東南，匯集源自猴椅山的圳頭坑溪後，進入蘇澳鎮狹長地帶，隨即注入太平洋。

## 水系主要河川
以下由下游至源頭列出水系主要河川，其中粗體字為主流河道。
- 東澳溪：宜蘭縣蘇澳鎮、南澳鄉
  - 圳頭坑溪：宜蘭縣南澳鄉